# Can Xue
Deng Xiaohua (chinês simplificado: 邓小华, pinyin: Dèng Xiǎohuá ; nascida em 30 de maio de 1953), mais conhecida por seu pseudônimo Can Xue (chinês :残雪; pinyin : Cán Xuě), é uma escritora de ficção e crítica literária chinês. Sua escrita, que consiste principalmente de contos, rompe com o realismo dos escritores chineses modernos. Ela também escreveu romances, novelas e críticas literárias sobre as obras de Dante, Jorge Luis Borges e Franz Kafka. Can Xue foi descrita como "a autora de ficção experimental mais proeminente da China", e algumas de suas obras foram traduzidas e publicadas em inglês.

## Vida
Deng Xiaohua nasceu em 1953, em Changsha, Hunan, China. Sua juventude foi marcada por uma série de adversidades trágicas que influenciaram a direção de seu trabalho. Seu pai teve seis filhos e foi editor-chefe do New Hunan Daily ( chinês :新湖南日报; pinyin : Xīn Húnán Rìbào). Sua familia mudou-se para montanha Yuelu, na periferia rural de Changsha. Na época da Revolução Cultural, Deng tinha treze anos. Sua educação formal foi permanentemente interrompida após a conclusão do ensino fundamental.
Deng Xiaohua começou a escrever em 1983 e publicou seu primeiro conto "Soap Bubbles in Dirty Wate" (污水上的肥皂泡) em janeiro de 1985. Dois outros contos se seguiram naquele ano, "The Bull" (公牛) e " The Hut on the Hill ", momento em que ela escolheu o pseudônimo de Can Xue. Esse nome pode ser interpretado como a neve teimosa e suja deixada no final do inverno ou a neve restante no pico de uma montanha depois que o restante derreteu. Publicar sob um pseudônimo permitiu que Can Xue escrevesse sem revelar seu gênero.
A sua obra é muito elogiada pelos críticos, atraídos pela precisão cuidadosa que ela usa para criar um efeito tão estranho e perturbador no leitor.

## Trabalhos
O estilo abstrato e a forma narrativa não convencional de Can Xue atraíram muita atenção dos críticos na década de 1990. A  autora nega a maioria das formas de comentários políticos que outros afirmam ter encontrado em seu trabalho, afirmando uma vez em uma entrevista: "Não há causa política em meu trabalho."
Em Portugal, teve o livro "O Amor no Novo Milénio" publicado em 2022 pela editora Quetzal Editores.

## Recepção
Amanda DeMarco afirmou o quanto o trabalho de Can Xue é radical é exagerado. DeMarco também afirma que os animais em seu romance Frontier "aparecem em uma profusão tão selvagem que seria impossível atribuir-lhes uma simbologia. A escrita de Can Xue não é metafórica nesse sentido. Não há nenhum sistema organizado de correspondência ou significado dentro dele que permita que elementos individuais sejam explicados de volta ao reino da lógica. Frequentemente, seus trabalhos são comparados a performances, à dança ou às artes visuais."